# Rettungsassistent
Der Rettungsassistent (RA oder RettAss) war in Deutschland der erste staatlich anerkannte Beruf im Rettungsdienst. Er wurde mit Wirkung zum 1. Januar 2014 durch den Notfallsanitäter abgelöst, der durch das Notfallsanitätergesetz eingeführt wurde. Bis zum 31. Dezember 2014 bestand aber parallel die Möglichkeit, eine Ausbildung zum Rettungsassistenten zu beginnen und diese nach altem Recht zu beenden.
Die Ausbildung des bisherigen Rettungsassistenten war bundesweit einheitlich an Berufsfachschulen geregelt und betrug insgesamt zwei Jahre (bei der sogenannten „Insellösung“ drei Jahre). Dem Rettungsassistenten in Deutschland entsprechen in etwa der Notfallsanitäter in Österreich, der diplomierte Rettungssanitäter in der Schweiz, der Emergency Medical Technician-Paramedic (Paramedic) in den Vereinigten Staaten und der Emergency Medical Technician in England. In Deutschland werden im Volksmund für die nicht-ärztlichen Mitglieder des Rettungsdienstes häufig fälschlicherweise die allgemeinen Bezeichnungen Sanitäter oder Rettungssanitäter verwendet, beides sind jedoch keine staatlich anerkannten Ausbildungsberufe.

## Aufgaben
Die Aufgaben des Rettungsassistenten umfassen die eigenständige Versorgung von Notfallpatienten bis zum Eintreffen des Notarztes, Assistenz bei Maßnahmen des Arztes und eigenverantwortliche Durchführung von Einsätzen, bei denen bis zum Eintreffen im Krankenhaus nicht die Anwesenheit eines Arztes möglich oder aber eine qualifizierte Betreuung nötig ist. Auch das fachgerechte Durchführen von Krankentransporten ist Aufgabe des Rettungsassistenten.

## Ausbildung
Die zweijährige Ausbildung war durch das Rettungsassistentengesetz vom 10. Juli 1989 geregelt, welches zum 31. Dezember 2014 außer Kraft trat. Der neue Beginn einer Ausbildung war noch bis zu diesem Datum möglich; bereits begonnene konnten aber nach bisherigem Recht fortgesetzt werden.
Die Ausbildung zum Rettungsassistenten gliederte sich in zwei Teile, die in Vollzeit oder Teilzeit abgeleistet werden konnten: Der Lehrgang bestand aus mindestens 1.200 Stunden (in Vollzeitform: 12 Monate) und umfasste die Vermittlung von Theorie an einer staatlich anerkannten Rettungsassistentenschule sowie ein Praktikum in verschiedenen Abteilungen einer Klinik. Dieser Teil der Ausbildung endete mit einer staatlichen Prüfung, welche meistens aus einem praktischen (dieser Teil konnte z. B. wie folgt gegliedert sein: Herz-Lungen-Wiederbelebung, internistisch, chirurgisch), einem theoretischen und einem schriftlichen Teil bestand. Die Prüfung wurde unter Aufsicht der zuständigen Behörde (z. B. Gesundheitsamt) durchgeführt. Unter anderem haben Rettungssanitäter und examiniertes Krankenpflegepersonal, Sanitätsunteroffiziere der Bundeswehr sowie Sanitätsbeamte der Polizei und Bundespolizei die Möglichkeit, sich einen Teil ihrer bisherigen Ausbildung anrechnen zu lassen. Die Bundeswehr erkennt die Ausbildung nach § 22 Soldatenlaufbahnverordnung (SLV) an und ermöglicht die Einstellung mit höherem Dienstgrad, bzw. die entsprechende Beförderung eines beorderten Reservisten.
Die an den Lehrgang und die staatliche Prüfung anschließende praktische Tätigkeit umfasste mindestens 1.600 Stunden (in Vollzeitform: 12 Monate), diese muss der Schüler auf einer Lehrrettungswache verbringen. Dort wurden die praktischen Fähigkeiten unter Aufsicht einer Rettungsassistentin oder eines Rettungsassistenten (in der Regel mit einer pädagogischen Zusatzqualifikation als Lehr-Rettungsassistent bzw. Praxisanleiter) vertieft. Rettungssanitäter können sich Teile ihrer bisherigen rettungsdienstlichen Tätigkeit anrechnen lassen. Der praktische Teil endete mit einem sogenannten „Abschlussgespräch“, bei dem der Auszubildende noch einmal auf seine Eignung für diesen Beruf geprüft wird. Erst danach erhielt der Auszubildende von der zuständigen Behörde desjenigen Bundeslandes, in dem der theoretische Teil der Ausbildung abgeschlossen wurde (in der Regel, sofern vorhanden, beim jeweiligen Regierungspräsidium) auf Antrag die Urkunde über die „Erlaubnis zum Führen der Berufsbezeichnung Rettungsassistent/-in“.
Darüber hinaus gab es als Insellösung auch eine dreijährige Ausbildung zum Rettungsassistenten. Der Rettungsassistenten-Azubi war hierbei fest bei einer Rettungsdienstorganisation angestellt, erhielt eine Ausbildungsvergütung, Lehrmaterialien und Dienstkleidung gestellt und erlangte neben der Ausbildung zum Rettungsassistenten noch Zusatzqualifikationen wie zum Beispiel die als MPG-Beauftragter oder die Aufstockung des Führerscheins der Klasse B zur Klasse C1 (eine Vielzahl der Rettungsdienstfahrzeuge überschreiten die 3,5-Tonnen-Grenze, welche die Klasse B abdeckt). Da dies Initiativen einzelner Dienststellen und Rettungsdienstschulen waren, oblag ihnen auch der organisatorische Ablauf und die Zusatzqualifikationen. Es handelte sich dabei jedoch keinesfalls um eine Erweiterung der Rettungsassistenten-Ausbildung an sich: Grundlage für die Ausbildungsinhalte blieb das Rettungsassistentengesetz (RettAssG) bzw. dessen Ausbildungs- und Prüfungsverordnung. Eine oft geforderte, erweiterte Handlungskompetenz mit entsprechender rechtlicher Absicherung folgte daraus nicht.
Die Voraussetzungen für den Beginn einer Ausbildung waren die gesundheitliche Eignung, Vollendung des 18. Lebensjahres und ein Hauptschulabschluss, eine gleichwertige Schulbildung oder eine abgeschlossene Berufsausbildung. Häufig wurde jedoch die Mittlere Reife oder ein Hauptschulabschluss plus abgeschlossene Berufsausbildung verlangt. Des Weiteren wurde ein Führungszeugnis der Belegart N (für private) eingefordert.
Aus der „Ausbildungs- und Prüfungsverordnung für Rettungsassistentinnen und Rettungsassistenten (vom 7. November 1989)“:

### Allgemeine medizinische Grundlagen
- Anatomie und Physiologie
  - Atmungssystem
  - Kreislaufsystem
  - Blut und Lymphe
  - Stütz- und Bewegungsapparat
  - Verdauungsorgane, Harnorgane, Geschlechtsorgane
  - Haut und Hautanhangsorgane, Sinnesorgane
  - Nervensystem
  - Regulationssysteme
- Naturwissenschaftliche Grundlagen
  - Fachphysik
  - Fachchemie
  - Fachbiologie
- Krankheitslehre
  - Allgemeine Krankheitslehre
  - Innere Medizin
  - Chirurgie, Orthopädie, Urologie
  - Schwangerschaftsstörungen und Geburtshilfe
  - Kinderheilkunde
  - Augenkrankheiten
  - Anästhesie
  - Psychiatrie, Neurologie
- Arzneimittel
  - Arzneiformen und ihre Verabreichung
  - Gesetzliche Vorschriften über den Verkehr mit Arzneimitteln
  - Wirkung, Abbau
  - Notfallspezifische Arzneimittel
- Hygiene
  - Allgemeine und persönliche Hygiene
  - Schutzimpfungen
  - Desinfektion

### Allgemeine Notfallmedizin
- Beurteilung von Verletzten und Kranken
- Störungen vitaler Funktionen
  - Bewusstsein
  - Atmung
  - Herz-Kreislauf
  - (Vitalfunktionen)
  - Wasser-, Elektrolythaushalt, insbesondere Säure/Basen-Gleichgewicht
  - Schock
- pflegerische Betreuung von Verletzten und Kranken
- Betreuung Sterbender

### Spezielle Notfallmedizin
- internistische Notfälle einschließlich Intoxikationen
- traumatologische Notfälle
- thermische Notfälle
- Strahlennotfälle
- neurologische Notfälle
- pädiatrische Notfälle
- gynäkologisch-geburtshilfliche Notfälle
- psychiatrische Notfälle
- sonstige Notfälle

### Organisation und Einsatztaktik
- Rettungsdienst-Organisation
  - Rettungsmittel/Rettungssysteme
  - Ablauf von Notfalleinsätzen und Krankentransporten, Leitstelle, Übergabe/Übernahme, Transport von Nichtnotfallpatienten, Transport von Notfallpatienten, Transport in besonderen Fällen, Zusammenarbeit mit Dritten
- Kommunikationsmittel
  - Meldewege und -mittel
  - Sprechfunk
- Führungsaufgaben im Rettungsdienst
  - Führungsstil
  - Führungsvorgang
  - Führungsverhalten
- Gefahren an der Einsatzstelle
  - Gefahrenstellen, Gefährdung, Selbstschutz
  - Gefahrgutunfälle
  - Retten unter erschwerten Bedingungen
- Vielzahl von Verletzten und Kranken
  - Ursachen
  - Alarmierung
  - Ablauf des rettungsdienstlichen Notfalleinsatzes
  - Einbindung des Rettungsdienstes in den Katastrophenschutz

### Berufs-, Gesetzes- und Staatsbürgerkunde
- Berufskunde einschließlich Ethik
- Das Gesundheitswesen in der Bundesrepublik Deutschland
- aktuelle Berufsfragen
- Rettungsassistentengesetz; gesetzliche Regelungen für die sonstigen Berufe des Gesundheitswesen
- Arbeits- und berufsrechtliche Regelungen, soweit sie für die Berufsausübung wichtig sind
- Unfallverhütung, Mutterschutz, Arbeitsschutz
- Medizingeräteverordnung, Medizinproduktegesetz (MPG)
- Straßenverkehrsrecht, insbesondere Sonderrechte im Straßenverkehr
- strafrechtliche und bürgerlich-rechtliche Vorschriften, die bei der Berufsausübung von Bedeutung sind; Rechtsstellung von Patienten und Sorgeberechtigten
- Einführung in das Krankenhausrecht
- Die Grundlagen der staatlichen Ordnung in der Bundesrepublik Deutschland

## Kompetenzen
Ein Rettungsassistent ist im Rahmen der Unterlassungsdelikte verpflichtet und aufgrund der Rechtfertigungsgründe des rechtfertigenden Notstands und der mutmaßlichen Einwilligung auch berechtigt, bestimmte ärztliche Maßnahmen durchzuführen, obwohl diese Maßnahmen grundsätzlich Ärzten vorbehalten sind. Aufgrund einer Stellungnahme der Bundesärztekammer sind örtlich unterschiedliche Listen solcher in der sog. Notkompetenz liegenden Maßnahmen entstanden. Die Stellungnahme ist als Empfehlung einer Fachgesellschaft anzusehen, jedoch ohne Gesetzeskraft. Die Bundesärztekammer nennt darin selbst folgende Maßnahmen:
- Adrenalin bei allergischem Schock und bei der Reanimation,
- β2-Sympathomimetika als Spray oder Vernebler,
- Nitroglyzerin als Spray oder Kapsel,
- Benzodiazepin-Rektiolen oder Midazolam in die Nase vernebelt/MAD, beim anhaltenden Krampfanfall,
- Glukose (intravenöse Applikation)
- endotracheale Intubation oder supraglottische Atemhilfe (beispielsweise Larynxtubus) ohne Einsatz von Muskelrelaxanzien
- kristalloide Infusionslösungen
- Analgesie (nicht näher benannt)
- sowie die Defibrillation

In einigen Rettungsdienstbereichen sind weitere Maßnahmen durch ärztliche Leiter empfohlen, z. B.:
- Amiodaron bei Kammerflimmern und Pulsloser Ventrikulärer Tachykardie
- Opioid-Analgetika (in wenigen Rettungsdiensten in Deutschland)

Bereits vor Inkrafttreten des Rettungsassistentengesetzes im Jahr 1989 war dieses Gesetz im Hinblick auf die nicht geregelten Kompetenzen der Rettungsassistenten in Fachkreisen als unbefriedigend angesehen worden. Große Teile des europäischen Auslandes (z. B. Dänemark, Großbritannien, Irland, die Schweiz, Österreich, Niederlande, Ungarn, die skandinavischen Länder und die Tschechische Republik) und auch sonstige Nationen (z. B. Südafrika, Singapur, Südkorea, Australien, Neuseeland, Kanada und die USA) unterschieden sich von der deutschen Gesetzeslage erheblich. Durch eindeutig definierte Kompetenzen des Rettungsfachpersonals kann dieses dort Notfallpatienten, ohne das Eintreffen eines Arztes an der Notfallstelle abwarten zu müssen, auch mit für sie freigegebenen invasiven Maßnahmen versorgen, wenn sichergestellt ist, dass der Patient umgehend ärztlicher Behandlung zugeführt wird (z. B. durch Anforderung des Notarztes). Damit verbunden ist oft eine regelmäßige Schulung mit wiederholter Zertifizierung für bestimmte Maßnahmen. Dabei muss berücksichtigt werden, dass andere Rettungssysteme unterschiedliche Strategien verfolgen: manche arbeiten grundsätzlich mit Ärzten in jedem Notfall oder haben gar kein notarztgestütztes Rettungswesen.
Gegner einer gesetzlich strengen Regelung führten demgegenüber an, dass ein Rettungsdienstmitarbeiter in Deutschland einen ungewöhnlichen Freiraum genoss, in dem er allein aufgrund seiner fachlichen Kompetenz selbst über weiterreichende Maßnahmen entscheiden konnte, auch wenn er die damit verbundenen Konsequenzen selbst tragen musste.
Mit der Einführung des Berufsbildes „Notfallsanitäterin und Notfallsanitäter“ im Jahr 2014 (siehe unten) wurden dem entsprechend ausgebildetem Rettungsfachpersonal sowohl eigenständige Heilbehandlungsmöglichkeiten als auch weiterhin die Durchführung darüber hinausgehender Maßnahmen in eigenverantwortlicher Abwägung der Rechtsinteressen eröffnet.

## Pflichtfortbildung
Für berufstätige Rettungsassistenten im (gewerblichen) öffentlichen Rettungsdienst besteht i. d. R. eine Fortbildungspflicht, die nicht bundeseinheitlich geregelt ist. In den Rettungsdienstgesetzen der Bundesländer gibt es unterschiedliche Regelungen, meist wird zwar ein zeitlicher Rahmen für die Fortbildungen, aber keine Mindestanforderungen vorgegeben. In der Regel bleibt es den Kommunen selber überlassen, wie das Personal einheitlich und fortlaufend ausgebildet wird, bzw. welche Anforderungen an die Rettungsdienstanbieter der Gebietskörperschaft gestellt werden. Die tatsächlichen Vorgaben und Anforderungen an die Rettungsassistenten können deshalb auch innerhalb eines Bundeslandes sehr unterschiedlich sein. Die privaten Hilfsorganisationen und gewerblichen Anbieter haben meist zusätzlich interne Regelungen: Zum Beispiel haben das Präsidium und der Präsidialrat des Deutschen Roten Kreuzes im Jahr 1995 beschlossen, dass berufstätige Rettungsassistenten mindestens 30 Stunden im Jahr Fortbildungen erhalten sollen, um weiterhin in der Notfallrettung des Deutschen Roten Kreuzes eingesetzt werden zu können. Gesetzliche Regelungen für die Fortbildung von Rettungsassistenten außerhalb des Rettungsdienstes, insbesondere beim Einsatz im Katastrophenschutz oder Sanitätsdienst, existieren in den meisten Bundesländern nicht.

## Weiterbildungsmöglichkeiten
Rettungsassistenten und Notfallsanitätern stehen zahlreiche Weiterbildungsmöglichkeiten und Zusatzqualifikationen zur Verfügung:
- Gruppen-/Zug-/Verbandsführer Rettungsdienst (DRK-LV Nordrhein)
- Einsatzleiter Rettungsdienst
- Organisatorischer Leiter
- Ausbilder Rettungsdienst/Lehrrettungsassistent
- staatlich anerkannter Dozent an einer Rettungsdienstschule
- Desinfektor
- Narkosehelfer
- Medizinproduktebeauftragter oder -berater gemäß MPG
- Leitstellendisponent
- Leiter Rettungsdienst
- Rettungswachenleiter
- HEMS-Crew-Member („HCM“) (Luftrettungsassistent)
- Fachberater für Krisenintervention und Notfallnachsorge
- Advanced Cardiac Life Support Provider
- European Pediatric Life Support Provider
- International Trauma Life Support Provider
- Basic Trauma Life Support Provider
- Prehospital Trauma Life Support Provider
- Europa-Paramedic („EEMSP“) European Emergency Medical Service Paramedic
- European Critical Care Paramedic Fachrettungsassistent für Intensivtransporte
- Certified Flight Paramedic
- Certified Critical Care Paramedic
- Gepr. Fachwirt im Gesundheits- u. Sozialwesen (IHK)
- Gepr. Pharmareferent (IHK)

Weiterhin gibt es bei entsprechender Eignung die Möglichkeit, spezielle Studiengänge zu belegen:
- Rescue Management (Medical School Hamburg)
- Rescue Engineering (in Köln, Hamburg)
- Sicherheit und Gefahrenabwehr (in Magdeburg)
- MBA für Sozialmanagement (in Hamburg)
- Emergency Health Services Management, MSc (Krems an der Donau)
- Rettungsmedizin B.Sc. Hochschule für Gesundheit und Sport – H:G Berlin und München
- Emergency Practitioner, B.A. an der akkon Hochschule für Humanwissenschaften (in Berlin)
- Medizintechnische Wissenschaften, B.Sc. (DHBW Heidenheim)

Oftmals müssen allerdings die Interessenten für die Kosten der jeweiligen Lehrgänge selbst aufkommen, sofern sie nicht von ihrem Dienstherren oder Arbeitgeber für solche Fachweiterbildungen vorgesehen sind oder das Bundesland für die Fortbildung aufkommt.

## Standesorganisation und Berufsverbände
Im Gegensatz zum europäischen Ausland verfügt der Beruf des Rettungsassistenten ebenso wenig wie die anderen Qualifikationsstufen des Rettungsfachpersonals in der Bundesrepublik über eine eigene Standesorganisation. Die Ausbildung und das staatliche Examen werden durch die Regierungspräsidien bzw. Landesschulbehörden überwacht. Die Berufsausübung überwachen die unterschiedlichen Arbeitgeber (z. B. Hilfsorganisationen, Berufsfeuerwehren oder private Unternehmer) selbst, in der Regel obliegt jedoch die Aufsicht staatlichen Rettungsdienstträgern, wie Landkreisen oder großen Städten, für deren jeweiligen RD-Bereich (das wird in den unterschiedlichen Landesrettungsdienstgesetzen geregelt). Im Einzelfall (z. B. in den Bundesländern Hessen, Rheinland-Pfalz und Niedersachsen) kann auch ein Ärztlicher Leiter / Ärztliche Leiterin für den Rettungsdienst durch den Träger dazu ermächtigt werden bzw. schreibt das Rettungsdienstgesetz diese Funktion vor.
Zur Wahrnehmung von berufspolitischen Interessen des Rettungsfachpersonals wurde im Jahr 1983 der Berufsverband für den Rettungsdienst e. V. (BVRD) gegründet. Die Satzung des BVRD sieht u. a. vor, dass Stellungnahmen zu neuen Gesetzgebungsvorhaben auf Bundes- und Länderebene abgeben werden können, wenn diese den Rettungsdienst betreffen.
Im Jahr 2006 wurde ein weiterer Berufsverband gegründet: Der Deutsche Berufsverband Rettungsdienst e. V. (DBRD). Der Verband ist inzwischen in allen, den Rettungsdienst berufspolitisch betreffenden Gremien vertreten und stellt derzeit auch einen stellvertretenden Vorsitzenden der „Ständigen Konferenz für den Rettungsdienst“ (SKRD).
Das Rettungsfachpersonal, also die tatsächlichen Berufsgruppeninhaber, organisiert sich zurzeit besonders innerhalb der für sie zuständige Gewerkschaft Ver.di, unabhängig vom jeweiligen Arbeitgeber. Beispielsweise durch die Teilnahme an Tarifverhandlungen (z. B. Tarifvertrag für den öffentlichen Dienst TVöD, DRK-Reformtarifvertrag), aber auch durch die Mitarbeit in Berufsfachgruppen und eine Teilnahme von ver.di an der sogenannten „Ständigen Konferenz“ (hier wurde z. B. ein Eckpunktepapier zur Novellierung des Rettungsassistentengesetzes erarbeitet), hatten Rettungsassistenten unmittelbaren Einfluss auf die eigenen Berufsinteressen. Ver.di war auch im Landesschulausschuss in Niedersachsen zur Erarbeitung von Rahmenrichtlinien zur Ausbildung von Rettungsassistenten vertreten (das Land Niedersachsen hat eine entsprechende Richtlinie im April 2008 erlassen www.bbs.nibis.de).
Ebenso gibt es in der Gewerkschaft komba eine Fachgruppe, die Rettungsdienstpersonal vertritt. Komba ist in den gleichen Ausschüssen vertreten wie ver.di. Sie engagiert sich im Besonderen für die Erhaltung bzw. Wiedereinführung des 24-Stunden-Dienstes auf Wunsch der Arbeitnehmer. Beim komba-Seminar „die Berufsfeuerwehren“ im April 2011 in Berlin wurde ein Bundesarbeitsblatt verfasst, welches einen gemeinsamen Fokus Rettungsdienst-Feuerwehr nochmals deutlich unterstreicht. Damit ist die Vertretung des Rettungsdienstes aus dem „Nichtfeuerwehrbereich“ noch klarer hervorgehoben worden. Viele Rettungsdienstmitarbeiter wie auch die der Hilfsorganisationen, organisieren sich mit zunehmendem Trend bei der komba.

## Grundlegende Neuregelung des Berufsbildes und der Ausbildung ab 2014
Mit der Verabschiedung des Notfallsanitätergesetzes (NotSanG) vom 22. Mai 2013 wurde die Rettungsassistentenausbildung und das Berufsbild zum 1. Januar 2014 neu geregelt. Es wurde die neue Berufsbezeichnung der „Notfallsanitäterin“ und des „Notfallsanitäters“ eingeführt. Die Ausbildungsdauer wurde von zwei auf drei Jahre verlängert, es wurden neue Ausbildungsziele formuliert und die Ausbildung strukturell verändert. Die Qualitätsanforderungen an die Stätten der praktischen Ausbildung wurden neu definiert.
Zugangsvoraussetzung wurde nun der mittlere Schulabschluss. Bewerber mit einem Hauptschulabschluss müssen eine erfolgreich abgeschlossene Berufsausbildung von mindestens zweijähriger Dauer nachweisen. Ein gesetzlich geregeltes Mindestalter für die Ausübung des Berufes von 18 Jahren, wie es vielfach gefordert worden war, wurde nicht beschlossen.
Außerdem wurde ein Anspruch auf Zahlung einer Ausbildungsvergütung über die gesamte Ausbildungsdauer eingeführt.

## Übergangsbestimmungen
Rettungsassistenten, die eine Erlaubnis nach dem Rettungsassistentengesetz besitzen, dürfen diese Berufsbezeichnung weiterhin führen. Schulen, die vor Inkrafttreten des NotSanG auf Grund des Rettungsassistentengesetzes staatlich anerkannt worden sind, gelten in der Regel weiterhin als staatlich anerkannt.
Wer vor Außerkrafttreten des RettAssG (1. Januar 2015) eine Ausbildung zur Rettungsassistentin oder zum Rettungsassistenten begonnen hat, darf diese auch nach RettAssG abschließen. Nach Abschluss der Ausbildung erhält die antragstellende Person bei Vorliegen der Voraussetzungen die Erlaubnis, die Berufsbezeichnung „Rettungsassistentin“ oder „Rettungsassistent“ zu führen.
Rettungsassistentinnen oder Rettungsassistenten die eine mindestens fünfjährige berufliche Tätigkeit im Rettungsdienst nachweisen können, dürfen die Berufsbezeichnung „Notfallsanitäterin“ oder „Notfallsanitäter“ führen, wenn sie oder er bis Ende 2023 eine staatliche Ergänzungsprüfung bestanden hat.
Wer mindestens drei Jahre als Rettungsassistent tätig war, kann die neue Berufsbezeichnung führen, wenn er zur Vorbereitung auf die Ergänzungsprüfung an einer weiteren Ausbildung von 480 Stunden teilgenommen hat.
Wer eine geringere als eine dreijährige Tätigkeit oder nach der Ausbildung zur Rettungsassistenten keine Tätigkeit als Rettungsassistent nachweisen kann, muss zur Vorbereitung auf die Ergänzungsprüfung an einer weiteren Ausbildung von 960 Stunden teilgenommen haben.
Die weitere Ausbildung kann in Vollzeitform, Teilzeitform oder berufsbegleitend absolviert werden.